# Maarten Peijnenburg
Maarten Peijnenburg (Boxtel, 10 januari 1997) is een Nederlands voetballer die bij FC Eindhoven speelt als centrale verdediger.

## Carrière

### Jong PSV
Peijnenburg debuteerde voor Jong PSV op 20 maart 2015 in de Eerste divisie tegen SC Telstar. Hij viel na 77 minuten in voor Clint Leemans. Jong PSV bleef in het Telstar Stadion op een 1–1 gelijkspel steken. Augustine Loof maakte na 64 minuten gelijk, nadat Jonathan Kindermans het openingsdoelpunt had gemaakt.

### Jong FC Utrecht
In de zomer van 2016 vertrok Peijnenburg transfervrij naar FC Utrecht. Hij maakte zijn debuut voor Jong FC Utrecht in de met 4-1 verloren uitwedstrijd tegen NAC Breda. Hij werd na de rust vervangen door Odysseus Velanas.
Op 20 maart 2018 maakte FC Utrecht bekend dat het aflopende contract niet zou worden verlengd. In zijn lopende contract was een eenzijdige optie opgenomen voor een extra seizoen, maar de club besloot deze optie niet te lichten. Dit betekent dat Peijnenburg op zoek moest naar een nieuwe club waarna hij onderdak vond bij FC Dordrecht.

### FC Dordrecht
Maarten Peijnenburg heeft een eenjarig contract getekend met een optie voor een extra jaar.

### FC Eindhoven
In 2019 tekende Peijnenburg een tweejarig contract bij FC Eindhoven welke in 2021 is verlengd tot 2023 met een optie tot 2024.

## Statistieken
| Seizoen         | Club            |                    | Competitie      | Competitie | Competitie | Beker | Beker | Internationaal | Internationaal | Totaal | Totaal |
| Seizoen         | Club            | Wed.               | Competitie      | Dlp.       | Wed.       | Dlp.  | Wed.  | Dlp.           | Wed.           | Dlp.   |        |
| --------------- | --------------- | ------------------ | --------------- | ---------- | ---------- | ----- | ----- | -------------- | -------------- | ------ | ------ |
| 2014/15         | Jong PSV        | Vlag van Nederland | Eerste divisie  | 1          | 0          | –     | –     | –              | –              | 1      | 0      |
| 2015/16         | Jong PSV        | Vlag van Nederland | Eerste divisie  | 0          | 0          | –     | –     | –              | –              | 0      | 0      |
| 2016/17         | Jong FC Utrecht | Vlag van Nederland | Eerste divisie  | 25         | 2          | –     | –     | –              | –              | 25     | 2      |
| 2017/18         | Jong FC Utrecht | Vlag van Nederland | Eerste divisie  | 24         | 1          | –     | –     | –              | –              | 24     | 1      |
| 2018/19         | FC Dordrecht    | Vlag van Nederland | Eerste divisie  | 37         | 1          | 1     | 0     | –              | –              | 38     | 1      |
| 2019/20         | FC Eindhoven    | Vlag van Nederland | Eerste divisie  | 25         | 0          | 3     | 0     | –              | –              | 28     | 0      |
| 2020/21         | FC Eindhoven    | Vlag van Nederland | Eerste divisie  | 33         | 3          | 1     | 0     | –              | –              | 34     | 3      |
| 2021/22         | FC Eindhoven    | Vlag van Nederland | Eerste divisie  | 38         | 1          | 1     | 0     | –              | –              | 39     | 1      |
| Carrière totaal | Carrière totaal | Carrière totaal    | Carrière totaal | 183        | 8          | 6     | 0     | 0              | 0              | 189    | 8      |

Bijgewerkt op 15 juli 2022